# إيمانويل ألم
إيمانويل ألم (بالفنلندية: Immanuel Alm)‏ هو رسام فنلندي، ولد في 1767، وتوفي في 1809.